# Upravna podjela Osmanskog Carstva
Zajedno sa svojim provincijama, Osmansko Carstvo sastojalo se od triju sizerenskih država koje čineKrimski Kanat, Vlaška i Moldavija te Transilvanija, kneževine pod sizerenstvom Porte.

## Provincije
Osmansko Carstvo bilo je podijeljeno na provincije zvane vilajeti, beglerbegluci (beglerbegovine), ejaleti ili pašaluci. U različita vremena broj provincija mijenjao se od trideset šest do nešto više od dvadeset, da bi mnoge od njih bile izgubljene tijekom Prvoga svjetskog rata. Na vrhuncu moći carstvo je imalo 29 provincija. Provincije Rumelija i Anadolija bile su pod izravnom upravom sultana. Preostalih 27 kontrolirali su beglerbegovi ili valije (guverneri).
| Rumelija                        | Anadolija                   | Rum                     |
| Karaman                         | Asirija                     | Egipat                  |
| Sirija                          | Dijarbekir                  | Kurdistan               |
| Dulgadir                        | Egejski otoci               | Erzurum                 |
| Van                             | Šehrizor                    | Bagdad                  |
| Buda                            | Bosna                       | Temišvar                |
| Kanjiža                         | Özi (Očakov)                | Trabzon                 |
| Tripoli                         | Cipar                       | Tunis                   |
| Moreja (Peloponez)              | Alžir                       | al-Hasa                 |
| Alep                            | Mosul                       | Basra                   |
| Hidžaz                          | Vlaška (sizerenstvo)        | Moladvija (sizerenstvo) |
| Krimski Kanat (vazalska država) | Transilvanija (sizerenstvo) |                         |

Poslije 1861. također je stvoren autonomni vilajet Libanon, koji je proizvod europskog pritiska da se maronitskim kršćanima dade domovina.

## Potprovincije
Osmanske provincije dalje su se dijelile na manje upravne jedinice poznate kao sandžaci kojima je upravljao sandžakbeg. Ovi su se zatim dijelili na timare i zeamete ili zijame. Međutim, neki sandžaci, poput jeruzalemskog, nisu bili dio provincije. 
Sandžaci su također mogli biti podijeljeni u kapetanije ili kaptanluke (na turskom, kaptanlık).